# Алиса в городах
«Алиса в городах» (нем. Alice In Den Stadten) — фильм 1974 года в жанре «road movie» немецкого кинорежиссёра Вима Вендерса. Первая часть из трилогии Вендерса (другие фильмы — «Ложное движение» (1975) и «С течением времени» (1976).

## Сюжет
31-летний журналист и фотограф-любитель Филипп Винтер (актёр Рюдигер Фоглер) провел четыре недели, путешествуя по Соединенным Штатам, чтобы написать текст об американском пейзаже. Однако он чувствует себя полностью отчужденным от себя и своего окружения: вместо того чтобы писать, он лишь делает сотни фотографий своим фотоаппаратом Polaroid. Вскоре ему приходится вернуться в Германию, так как у него больше нет денег. В аэропорту Нью-Йорка он обнаруживает, что рейсов в Германию нет. В справочной службе он встречает молодую женщину Лизу ван Дам (Лиза Крейцер) и ее девятилетнюю дочь Алису (Йелла Роттлендер), которые оказались в такой же ситуации. На следующий день они решают вылететь в Амстердам , и Филипп проводит с ними ночь. Однако на следующее утро Лиза исчезла, оставив лишь записку, в которой она просит Филиппа отвезти Элис обратно в Амстердам, где она намеревается присоединиться к ним через несколько дней.
Прибыв в Амстердам, Филипп и Алиса тщетно ждут Лизу. Они решают отправиться на поиски бабушки и дедушки Алисы, которые, по воспоминаниям Алисы, живут в Вуппертале, ФРГ. Поскольку она не может вспомнить имя своей бабушки, им приходится искать дом, обойдя весь город. Разочарованный тщетными поисками, усугубляемыми все более шатким финансовым положением и тем, что он больше не может выносить маленькую девочку с довольно напористым характером, Филипп отвозит ее в полицейский участок и отправляется на концерт, где выступает Чак Берри. Но юной девушке удается сбежать и она находит Филиппа, возвращающегося с концерта, перед отелем, где они провели ночь. Он соглашается продолжить поиски семьи Алисы.
Им удается найти дом ее бабушки и дедушки, используя информацию, полученную от полиции, когда она была на станции, и старую фотографию, которую она нашла в своем багаже. Однако в этом доме в Гельзенкирхене сейчас живет итальянка, которая не знает бабушку Алисы. Затем они решают пойти на пляж и там встречают молодую женщину, у которой проводят ночь. Филипп, у которого явно не хватает денег, использует последние литры бензина в машине, чтобы вернуться домой к родителям с маленькой девочкой. По дороге полицейский, присутствовавший на участке во время побега Алисы, узнает двух главных героев. Он сообщает Филиппу, что мать Алисы нашлась и ждет её в Мюнхене. Он отвозит Алису на вокзал, где она отдает Филиппу 100 долларов США, которые приберегла на случай непредвиденных обстоятельств, и они отправляются в путь вместе. В поезде Алиса спрашивает его, что он собирается делать в Мюнхене, и он отвечает: «Я собираюсь написать эту историю».

## В ролях
- Рюдигер Фоглер — Филипп Винтер, журналист и фотограф-любитель
- Лиза Крейцер — Лиза ван Дам, мать Алисы
- Йелла Роттлендер — Алиса ван Дам
- Лоис Моран — стюардесса
- Вим Вендерс — мужчина у музыкального автомата в американской закусочной (в титрах не указан)
- Эрнест Бём — издатель
- Сэм Прести — продавец автомобилей
- Эдда Кёхль — подруга в Нью-Йорке
- Ганс Хиршмюллер — немецкий полицейский
- Диди Петрикат — женщина в парке, где плавают и загорают Филипп и Алиса
- Сибилла Байер — женщина на пароме

## Факты
Актриса-ребёнок, Йелла Роттландер, снялась в трёх лентах режиссёра Вима Вендерса. Сначала в роли пятилетнего персонажа в фильме «Алая буква» (1972, Der scharlachrote Buchstabe). Одно из её последних появлений на киноэкране связано с ролью в фильме «Так далеко, так близко!» (1993, In weiter Ferne, so nah!).

## Музыка
Музыка в фильме была написана немецкой группой Can, которые писали её в сжатые сроки, даже не зная сюжета. Это был первый фильм Вима Вендерса, в котором они принимали участие.

## Цитаты из фильма
- Когда говоришь сам с собой — слушать гораздо приятнее, чем говорить.